# Girls of the Golden West
The Girls of the Golden West fue un dúo de música Western compuesto por Mildred Fern Good (11 de abril de 1913 - 3 de mayo de 1993) y Dorothy Laverne Good, (11 de diciembre de 1915 - 12 de noviembre de 1967) popular durante la "Western Era" de los años 1930s y 1940s. Mildred y Dolly nacieron en Mt. Carmel, Illinois.